# Phaonia notofusca
Phaonia notofusca är en tvåvingeart som beskrevs av Zinovjev 1983. Phaonia notofusca ingår i släktet Phaonia och familjen husflugor. Inga underarter finns listade i Catalogue of Life.